# Лелвел хартбист
Лелвел хартбист (лат. Alcelaphus buselaphus lelwel, енгл. Lelwel hartebeest) је подврста хартбиста, врсте сисара из реда папкара (Artiodactyla) и породице говеда (Bovidae).

## Распрострањење
Ареал подврсте је ограничен на Судан, Јужни Судан, Чад, Централноафричку републику, Демократску Републику Конго, Уганду, Танзанију и Етиопију. Подврста је изумрла у Кенији, могуће и у Руанди.

## Угроженост
Ова подврста се сматра угроженом.